# Ben Eisenhardt
Ben Eisenhardt (Bainbridge Island, 3 dicembre 1990) è un cestista statunitense con cittadinanza israeliana.

## Palmarès
- Liga Leumit: 1

Hapoel Be'er Sheva: 2017-2018
- Balkan International Basketball League: 1

Hapoel Be'er Sheva: 2022-2023